# Agraulis catella
Agraulis catella är en fjärilsart som beskrevs av Hans Ferdinand Emil Julius Stichel 1907. Agraulis catella ingår i släktet Agraulis och familjen praktfjärilar. Inga underarter finns listade i Catalogue of Life.